# Huichuan
Huichuan (chinesisch 汇川区, Pinyin Huìchuān Qū) ist ein südchinesischer Stadtbezirk, der zum Verwaltungsgebiet der bezirksfreien Stadt Zunyi in der Provinz Guizhou gehört. Er hat eine Fläche von 1.513 km² und zählt 575.600 Einwohner (Stand: Ende 2018).